# Лицидар
Лицидар или лицитар је мајстор-занатлија који се бави лицидерским занатом, односно вештином израде и украшавања колача од меденог теста, од којих је најпознатији производ лицидерско срце. Овај стари занат захтева не само занатску вештину, већ и уметнички дар, посебно у фази украшавања производа.

## Порекло назива
Реч "лицидар" (и "лицитар") долази од аустро-немачке речи Lebzelter, која означава мајстора који прави медењаке (Lebkuchen). Корен се може пратити и до латинске речи libum, која је означавала жртвени колач.

## Опис послова и вештине лицидара
Посао лицидара је сложен и вишефазан, и захтева значајно време и посвећеност. Иако је основа заната прављење колача, фокус је на њиховој декоративној, а не прехрамбеној вредности.
Главни послови лицидара укључују:
1. Припрема теста: Лицидар замешује тесто од основних састојака (брашно, шећер, мед, вода), које затим мора да одстоји, понекад и више дана. За декоративне колаче, који нису за јело, у тесто се понекад додаје и гипс како би производ био чвршћи и трајнији.
2. Обликовање: Помоћу специјалних лимених калупа (модли), лицидар из развученог теста вади различите облике – срца, коњиће, лутке, папуче, птице.
3. Печење и сушење: Облици се кратко пеку, а затим се дуго суше на ваздуху, што може трајати данима или чак недељама, како би постали потпуно тврди.
4. Глазирање (тункање): Осушени колач се премазује густом јестивом бојом, најчешће интензивно црвеном, која је заштитни знак лицидерских производа.
5. Украшавање (шарање): Ово је најуметничкији и најзахтевнији део посла, где до изражаја долази вештина и креативност мајстора. Помоћу специјалне кесе са уским наставком (шприц), лицидар наноси шаре од обојене шећерне масе. На крају се додају детаљи попут малих огледала, сличица или порука. Сваки украс се наноси ручно, што сваки производ чини уникатним.[2]

Вештине које лицидар мора да поседује су стрпљење, прецизност, мирна рука и изражен смисао за естетику и композицију.

## Алати и материјали
Лицидар у свом раду користи специфичан алат и материјале:
- Алати:
  - Лимени калупи (модле) различитих облика.
  - Оклагија за развлачење теста.
  - Шприцеви и кесе за украшавање.
  - Разне посуде за мешење и припрему глазуре.
- Материјали:
  - За тесто: Брашно, шећер, мед, вода, сода бикарбона (или други адитиви попут гипса).
  - За глазуру и украсе: Желатин, јестиве боје, шкробно брашно.

## Историјски статус и обука
У прошлости, лицидарски занат је био веома цењен. Лицидари су били незаобилазан део вашара, сабора и других народних окупљања, а њихови шарени производи представљали су главну атракцију, посебно за децу.
- Обука: Знање и вештине су се најчешће преносиле унутар породице, са генерације на генерацију, кроз систем шегртовања. Обука је била дуготрајна, јер је било потребно савладати све фазе процеса, од припреме теста до финог украшавања.[3]
- Веза са воскарским занатом: У Србији су лицидари често истовремено били и воскари (воскарско-лицидерски занат). Ова два заната су спојена из практичних, економских разлога. Тражња за производима је била сезонска: свеће су се највише продавале зими, у време верских празника, док су се лицидерски колачи најбоље продавали лети, у сезони вашара. Ова комбинација је омогућавала занатлијама да имају посао и приходе током целе године.

## Лицидари у Србији
Лицидарски занат је у Србију стигао из Војводине, где је био развијен још у XVIII веку. У остале делове Србије пренет је у другој половини XIX века. Интересантно је да су се у Војводини овим занатом првобитно бавили Немци, док су се Срби више бавили воскарским занатом.
Данас је лицидарски занат редак, али је успео да опстане захваљујући посвећености појединих породица које чувају традицију. Лицидари своје производе најчешће продају на фестивалима, туристичким манифестацијама и преко интернета, представљајући један од симбола очуваног нематеријалног наслеђа.